# Samuel Axe
Samuel Axe est un pirate et corsaire anglais du XVIIe siècle.

## Biographie
Après avoir combattu aux côtés des forces anglaises aux Pays-Bas espagnols pendant la Révolte des gueux, Axe rejoint la colonie britannique établie sur l’île de la Providence, située en mer des Antilles au large du Nicaragua et du Honduras, où il participe à la construction d’une forteresse au centre de l’île en 1629. Cependant, à la suite d’un différend avec Daniel Elfrith, l’un des fondateurs de la colonie, peut-être dû à la capture de navires négriers espagnols et portugais dans les années 1630, Axe quitte l’île avec Abraham Blauvelt et Sussex Camock et met le cap vers le Honduras en 1633.
En 1635, Axe accepte des lettres de marque hollandaise, bien qu’il soit employé par une compagnie à charte anglaise, la Providence Island Company. Entre 1636 et 1641, la Providence Island Company l’emploie en tant que corsaire.
En 1636, Axe retourne brièvement à Providence pour aider la colonie à repousser les attaques espagnoles puis poursuit sa brillante carrière de corsaire. En mai 1640, il amène en Angleterre une de ses captures, un navire contenant de riches marchandises, notamment de l’or, de l’argent, des pierres précieuses, de l’indigo et des cochenilles (utilisées pour préparer un colorant).
En 1641, la colonie britannique établie sur l’île de la Providence est capturée par les Espagnols et la Providence Island Company est dissoute. Axe prend la fuite pour l'île Saint-Christophe. Plus tard, il prend part à l’expédition du capitaine William Jackson dans les Caraïbes, de 1642 à 1645, pendant laquelle les corsaires parviennent à capturer la Jamaïque.

## Sources
- (en) Cet article est partiellement ou en totalité issu de l’article de Wikipédia en anglais intitulé « Samuel Axe » (voir la liste des auteurs).